# Condylostylus viridicoxa
Condylostylus viridicoxa is een vliegensoort uit de familie van de slankpootvliegen (Dolichopodidae). De wetenschappelijke naam van de soort is voor het eerst geldig gepubliceerd in 1904 door Aldrich.